# Dokolo
Dokolo  este un oraș  în  Uganda. Este reședinta  districtului Dokolo.